# Le Cygne blanc
Le Cygne blanc (en suédois : Miljömärkningen Svanen, également appelé The Nordic Swan (en anglais « le cygne nordique ») ou plus simplement The Swan (« Le cygne ») est un label environnemental d'origine scandinave.

logo officiel du Miljömärkningen Svanen

Délivré pour une durée de trois ans, il encourage une conception durable des produits.
Ce programme environnemental a été créé en 1989 par la Norvège, la Suède et par le Conseil nordique. La Finlande a rejoint le dispositif en 1990, l’Islande en 1991 et le Danemark en avril 1997. 
Aujourd'hui[Quand ?], plus de mille produits sont certifiés.
Le Cygne blanc est membre du Global Ecolabelling Network.